# Vignoux-sur-Barangeon
Vignoux-sur-Barangeon är en kommun i departementet Cher i regionen Centre-Val de Loire i de centrala delarna av Frankrike. Kommunen ligger  i kantonen Vierzon 2e Canton som tillhör arrondissementet Vierzon. År 2022 hade Vignoux-sur-Barangeon 2 061 invånare.

## Befolkningsutveckling
Antalet invånare i kommunen Vignoux-sur-Barangeon
Referens:INSEE